# جائزة موناكو الكبرى 1978
جائزة موناكو الكبرى 1978 هو سباق فورمولا 1 أقيم بتاريخ 7 مايو 1978 في حلبة موناكو. كان الخامس من أصل 16 في بطولة العالم لسباقات الفورمولا واحد موسم 1978. حلّ الفرنسي باتريك ديبايلير أولا بينما جاء النمساوي نيكي لاودا في المركز الثاني وحصل على المركز الثالث الجنوب أفريقي جودي شيكتر.